# Tito Aprea
Tito Aprea (Roma, 1904 - idm. 1989) fue un músico, musicólogo y compositor italiano.
Hijo mayor del pintor napolitano Giuseppe Aprea (1876-1946), fue alumno de Alessandro Longo, con quien se graduó en piano, composición y dirección de orquesta en el Conservatorio de San Pietro a Majella de Nápoles 1919 .
Fue director del Instituto Giuseppe Verdi, en Túnez, de 1927 a 1937, y luego profesor de piano en la Academia de Santa Cecilia de Roma. Además de dedicarse a una intensa actividad concertista y didáctica, probó en el terreno de la composición y escribió un amplio tratado sobre el piano llamado L'arte del pedale nel pianoforte (Roma, 1959).
Su hijo Bruno Aprea fue director de orquesta.